# Igrejas barrocas das Filipinas
Igrejas Barrocas das Filipinas é o termo usado para designar um Património Mundial nas Filipinas. O seu estilo arquitectónico único é uma reinterpretação do barroco europeu pelos chineses e artesãos filipinos.
O sítio compreende quatro igrejas espanholas construidas no século XVI:
- A Igreja de San Agustin de Manila;
- A Igreja de La Nuestra Señora de la Asuncion em Santa Maria;
- A Igreja de San Agustin em Paoay;
- A Igreja de Santo Tomas de Villanueva em Miag-ao.[1]

## Galeria

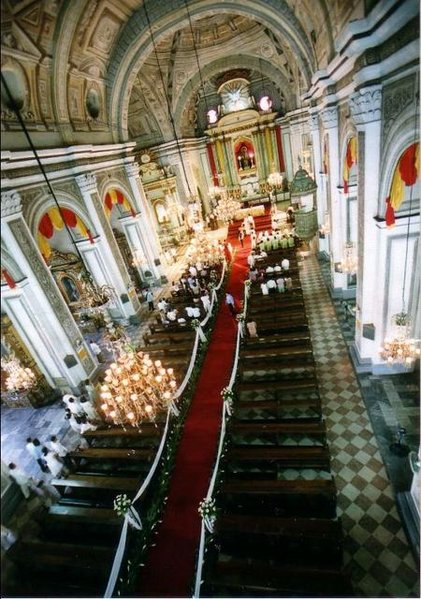
Igreja de San Agustin de Manila, Filipinas